# L'Étrat
L'Étrat est une commune française située dans le département de la Loire, en région Auvergne-Rhône-Alpes.
Ses habitants sont les Stratiens.

## Géographie
La commune est située sur l'ancienne N 498, joignant la zone commerciale de Ratarieux (A72) à St-Chamond (A47). Cette dernière coupe dans le centre, l'axe Saint-Étienne - Saint-Héand - Chazelles.
L'Étrat est distante de la préfecture du département, Saint-Étienne, de 7 km. Lyon se trouve à 63 km.
Communes limitrophes :
La superficie de la commune est de 8,48 km2 ; son altitude varie de 430  à   686 mètres.

### Climat
Pour des articles plus généraux, voir Climat d'Auvergne-Rhône-Alpes et Climat de la Loire.
En 2010, le climat de la commune est de type climat océanique dégradé des plaines du Centre et du Nord, selon une étude du Centre national de la recherche scientifique s'appuyant sur une série de données couvrant la période 1971-2000. En 2020, Météo-France publie une typologie des climats de la France métropolitaine dans laquelle la commune est exposée à un climat de montagne ou de marges de montagne et est dans la région climatique Nord-est du Massif Central, caractérisée par une pluviométrie annuelle de 800 à 1 200 mm, bien répartie dans l’année.
Pour la période 1971-2000, la température annuelle moyenne est de 10,5 °C, avec une amplitude thermique annuelle de 16,9 °C. Le cumul annuel moyen de précipitations est de 767 mm, avec 8,7 jours de précipitations en janvier et 6,3 jours en juillet. Pour la période 1991-2020, la température moyenne annuelle observée sur la station météorologique de Météo-France la plus proche, « Saint-Étienne », sur la commune de Saint-Étienne à 6 km à vol d'oiseau, est de 11,4 °C et le cumul annuel moyen de précipitations est de 793,9 mm,. Pour l'avenir, les paramètres climatiques de la commune estimés pour 2050 selon différents scénarios d'émission de gaz à effet de serre sont consultables sur un site dédié publié par Météo-France en novembre 2022.

## Urbanisme

### Typologie
Au 1er janvier 2024, L'Étrat est catégorisée grand centre urbain, selon la nouvelle grille communale de densité à sept niveaux définie par l'Insee en 2022.
Elle appartient à l'unité urbaine de Saint-Étienne, une agglomération inter-départementale regroupant 32  communes, dont elle est une commune de la banlieue,,. Par ailleurs la commune fait partie de l'aire d'attraction de Saint-Étienne, dont elle est une commune du pôle principal,. Cette aire, qui regroupe 105 communes, est catégorisée dans les aires de 200 000 à moins de 700 000 habitants,.

### Occupation des sols
L'occupation des sols de la commune, telle qu'elle ressort de la base de données européenne d’occupation biophysique des sols Corine Land Cover (CLC), est marquée par l'importance des territoires agricoles (58,8 % en 2018), en diminution par rapport à 1990 (65,5 %). La répartition détaillée en 2018 est la suivante : 
prairies (41,8 %), forêts (18,9 %), zones urbanisées (17 %), zones agricoles hétérogènes (17 %), zones industrielles ou commerciales et réseaux de communication (3 %), espaces verts artificialisés, non agricoles (2,3 %). L'évolution de l’occupation des sols de la commune et de ses infrastructures peut être observée sur les différentes représentations cartographiques du territoire : la carte de Cassini (XVIIIe siècle), la carte d'état-major (1820-1866) et les cartes ou photos aériennes de l'IGN pour la période actuelle (1950 à aujourd'hui).

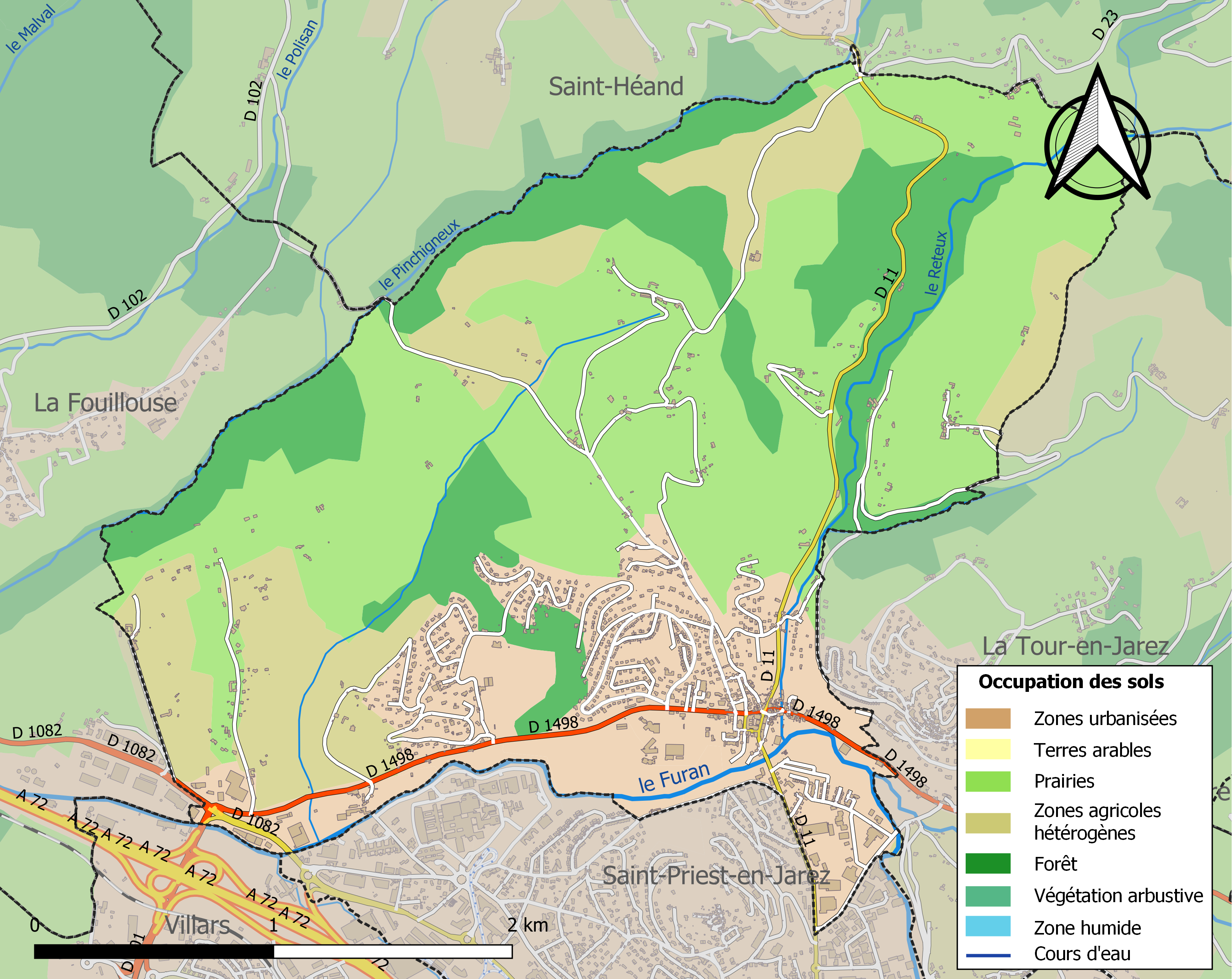
Carte des infrastructures et de l'occupation des sols de la commune en 2018 (CLC).

## Transports
La commune est desservie par les lignes 17, 27 et 37 du réseau STAS.

## Histoire
La ville tire son nom du latin Strata indiquant selon toute vraisemblance la présence d'une voie antique.
Au départ simple hameau au bord de la voie reliant Lyon à St-Rambert, le lieu dépend au Moyen Âge du fief voisin de La Tour-en-Jarez, jusqu'en 1884 où d'importantes rivalités amènent une séparation inévitable.

## Héraldique
| Blason de Étrat (L’) | Blason  | De gueules au dauphin d’argent.                  |
| Blason de Étrat (L’) | Détails | Le statut officiel du blason reste à déterminer. |

## Politique et administration

### Liste des maires
| Période                                  | Période   | Identité        | Étiquette | Qualité                                                  |
| ---------------------------------------- | --------- | --------------- | --------- | -------------------------------------------------------- |
| 1963                                     | juin 1995 | Gabriel Rouchon |           |                                                          |
| juin 1995                                | En cours  | Yves Morand     | DVD       | Médecin Conseiller communautaire Saint-Étienne Métropole |
| Les données manquantes sont à compléter. |           |                 |           |                                                          |

## Démographie
L'évolution du nombre d'habitants est connue à travers les recensements de la population effectués dans la commune depuis 1886. Pour les communes de moins de 10 000 habitants, une enquête de recensement portant sur toute la population est réalisée tous les cinq ans, les populations de référence des années intermédiaires étant quant à elles estimées par interpolation ou extrapolation. Pour la commune, le premier recensement exhaustif entrant dans le cadre du nouveau dispositif a été réalisé en 2005.

En 2022, la commune comptait 2 820 habitants, en évolution de +9,6 % par rapport à 2016 (Loire : +1,32 %, France hors Mayotte : +2,11 %).
| 1886  | 1891 | 1896  | 1901  | 1906 | 1911 | 1921 | 1926  | 1931  |
| ----- | ---- | ----- | ----- | ---- | ---- | ---- | ----- | ----- |
| 1 008 | 968  | 1 029 | 1 079 | 930  | 948  | 991  | 1 074 | 1 143 |

| 1936  | 1946  | 1954  | 1962  | 1968  | 1975  | 1982  | 1990  | 1999  |
| ----- | ----- | ----- | ----- | ----- | ----- | ----- | ----- | ----- |
| 1 129 | 1 279 | 1 305 | 1 322 | 1 523 | 2 147 | 2 309 | 2 524 | 2 519 |

| 2005  | 2006  | 2010  | 2015  | 2020  | 2022  | - | - | - |
| ----- | ----- | ----- | ----- | ----- | ----- | - | - | - |
| 2 640 | 2 699 | 2 621 | 2 595 | 2 702 | 2 820 | - | - | - |

Les habitants de l'Étrat se nomment les Stratiens.

## Jumelages

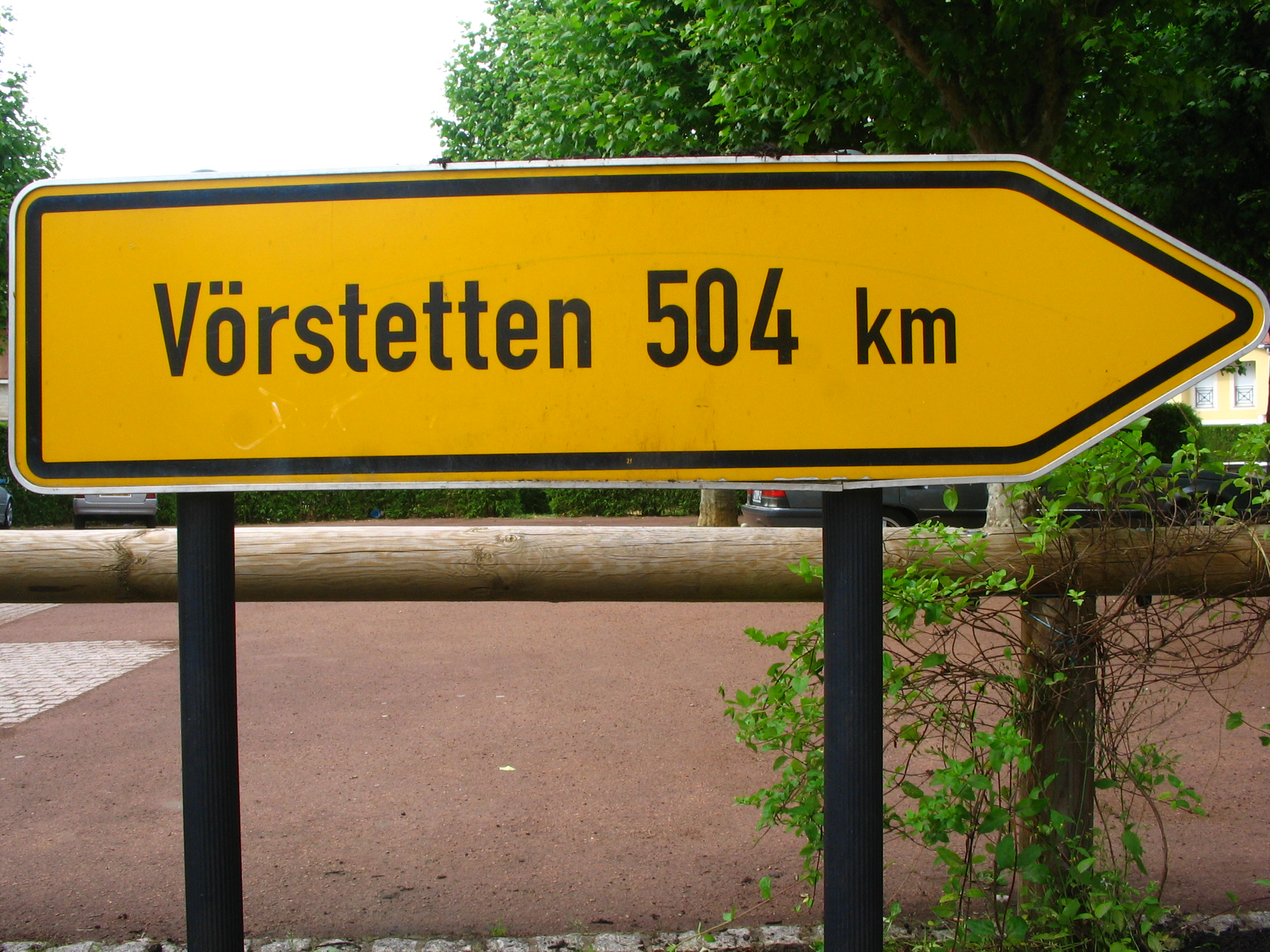

- Vörstetten, Bade-Wurtemberg, Allemagne

## Lieux et monuments

### Édifices et sites
- Le siège administratif et le centre de Formation de l'AS Saint-Étienne se trouvent à l'Étrat.
- Église Saint-Roch de L'Étrat.

## Personnalités
- Jules Balaÿ (1795-1862), homme politique français, avait acquis le château de la Bertrandière.
- Samy Klein (1915-1944), rabbin français, résistant, a été fusillé par les nazis sur la commune.